# The Modern Lovers
The Modern Lovers est un groupe américain de rock, originaire de Boston, dans le Massachusetts. À l'origine, il n'existe que quatre ans, entre 1970 et 1974, et ne publie qu'un seul album posthume. Il se réunit une seconde fois entre 1976 et 1988. Leur style musical, parfois qualifiée de protopunk, aura cependant une forte influence sur les groupes de punk rock.

## Historique
Jonathan Richman, chanteur, guitariste et compositeur, forme les Modern Lovers en 1970 à Boston avec John Felice, un ami d'enfance. Le groupe donne son premier concert en septembre et certaines des chansons du futur album sont déjà à leur répertoire. Felice s'en ira fonder le groupe The Real Kids, tandis que Jerry Harrison, Ernie Brooks et David Robinson rejoignent le groupe. En 1972, ils font la première partie des New York Dolls.
En 1972, ils ont déjà enregistré des démos avec Kim Fowley, mais aucune compagnie discographique n'a voulu sortir ces bandes. Les Modern Lovers retournent en studio l'année suivante à Los Angeles avec John Cale, ce qui leur permet de signer avec Warner Bros. Mais le temps a passé depuis les débuts du groupe quand débute l’enregistrement de l’album en septembre 1973 et Jonathan Richman, marqué par la mort de son ami Gram Parsons, souhaite changer de style. Les relations avec leur producteur et avec la maison de disques s’enveniment, et les Modern Lovers finissent par se séparer en février 1974 sans avoir rien publié.
Jonathan Richman, dépositaire du nom du groupe, signe avec Beserkley Records et réenregistre quelques-unes de leurs chansons avec de nouveaux musiciens. Trois d'entre elles sont édités en 1975 sur la compilation Beserkley Chartbusters Vol. 1, qui compte aussi des titres de Greg Kihn, Earthquake et The Rubinoos.
Le disque intitulé The Modern Lovers, orné d'un simple cœur stylisé sur fond bleu, ne sortira qu'en 1976, mais le ton direct, rageur et sensible des morceaux marquera la postérité. Les Sex Pistols en reprendront le titre qui ouvre la face A, Roadrunner, écrit à dix-huit ans par Jonathan alors qu'il faisait l'aller-retour Boston-New York pour voir ses héros du Velvet Underground, dont il reprenait souvent Foggy Notion en concert.
Jonathan Richman enregistrera deux autres albums avec son nouveau groupe baptisé Jonathan Richman and the Modern Lovers, avant d'entamer une carrière solo. Parfois accompagné d'autres Modern Lovers, il composera des chansons généralement plus acoustiques et bucoliques, qui n'ont en tous cas plus rien à voir avec la version initiale du groupe.

## Membres
- Jonathan Richman - guitare, chant
- Jerry Harrison - claviers (plus tard membre des Talking Heads)
- Ernie Brooks - basse
- David Robinson - batterie (plus tard avec les Cars de Ric Ocasek)

À noter que John Felice, guitariste et ami d'enfance de Jonathan, intègre aussi les tout premiers Modern Lovers de 1970 à début 71. Il continuera à les rejoindre occasionnellement sur scène et formera par la suite les Real Kids. Sur une version de Roadrunner produite par Kim Fowley (#2), on peut également entendre à la guitare Mars Bonfire, l'auteur de Born to Be Wild.

## Discographie
- 1976 : The Modern Lovers (Beserkley, réédité en CD avec des bonus K. F.)
- 1981 : The Original Modern Lovers (les sessions Kim Fowley complètes ; Bomp Records, existe aussi en CD)
- 1982 : Live at the Longbranch Saloon (Fan Club/New Rose CD)
- 1994 : Precise Modern Lovers Order (live à Berkeley et Boston entre 1972 et 1973 ; Rounder CD)
- 1998 : Live at the Longbranch and More (Last Call CD + Munster dble LP)